# Mafiaafire
MAFIAAfire è un'estensione per browser web (Mozilla Firefox e Google Chrome). Questo software ridirige automaticamente gli utenti in cerca di un sito che è stato oscurato da un governo a un sito di back-up, in modo da superare il blocco. Il software è Open Source.
MAFIAFire permette al proprietario di un sito web di proteggersi da atti di censura da parte del governo. Basta registrare l'indirizzo originale e quello di back-up su MAFIAFire. In questo modo se il sito dovesse essere oscurato MAFIAAFire reindirizzerà automaticamente gli utenti al sito di back-up. Questo significa assenza di black-out per i proprietari di un sito nei confronti degli utenti con questa add-on. 
Questa add-on ha come obiettivo quello di ridurre lo strapotere dei governi, che possono oscurare a piacere siti considerati scomodi. In particolare sul sito mafiaafire.com si spiega che questo progetto è nato da persone che non sopportavano più la corruzione agli alti livelli del governo degli Stati Uniti, in particolare in organizzazione come la RIAA e la MPAA 
Il dipartimento di sicurezza degli Stati Uniti ha chiesto a Mozilla di rimuovere MAFIAFire dalle sue estensioni, ma il browser web si è rifiutato.

## NOTE
1. ↑  http://mafiaafire.com/, Sito ufficiale del progetto, in Inglese.
2. ↑   Ben Woods, Mozilla resists US agency takedown request, su zdnet.co.uk, 6 maggio 2011.